# التهاب الزليلي
التهاب الغشاء الزلالي أو التهاب الغشاء الزليلي (بالإنجليزية: Synovitis)‏ هو التهاب الغشاء الذي يبطن المفاصل الزلالية وعادة تكون الحالة مؤلمة خاصة عند تحريك المفصل الذي يتورم بسبب تجمع السوائل.
تقترن الإصابة بالتهاب السائل الزليلي بعدد من الاضطرابات الصحية كالتهاب المفاصل (الروماتيدي خاصة)، الذئبة الحمامية والنقرس. وقد يصيب العديد من المفاصل المصابة بالتهاب المفصل التنكسي. الأكياس الزلالية هي أكياس صغيرة مليئة بسائل، مهمتها أن تسمح لمختلف أجزاء المفصل أن يتحرك أحدها فوق الآخر بسهولة. أهم الأكياس الزلالية؛ في المرفق والكتف والركبة ومفصل الفخذ. والكيس الزلالي الملتهب يسبب الألم ويحد من حركة المفصل.
الإصابة بالتهاب الغشاء الزلالي على مدى طويل قد يؤدي إلى انحلال المفصل.

## العلامات والأعراض
إن التهاب الغشاء الزليلي يسبّب طراوة المفاصل أو ألم، تورّم وكتل صلبة تسمّى العقيدات. عندما ترتبط بالتهاب المفاصل، التورّم هو مؤشر أفضل من الطراوة، كما تظهر علامات وأعراض التهاب الكيس الزليلي على النحو التالي: - الم المفاصل الحاد. - انتفاخ المفاصل. - النتوءات المفصلية المؤلمة.

## الأسباب
تتعدد عوامل الخطر التي تتسبب في التهاب الكيس الزليلي كالتهاب المفاصل الروماتيدي، التهاب المفاصل اليفعي، الذئبة الحُمامية، التهاب المفاصل الصدفي، الحُمى الروماتيدية والتدرن الرئوي.

## تشخيص الإلتهاب
تبدأ العملية التشخيصية لالتهاب الكيس الزليلي بالفحص السريري الذي يكشف عن دفء، احمرار وتورّم المفاصل يليه الفحوصات المخبرية التي تتمثل بتحليل السائل الزليلي المُفرز من الغشاء الزليلي المُبطن للمفاصل حيث يتم تخدير المريض موضعياً واستخدام ابرة دقيقة لسحب عينة السائل وزراعتها لتشخيص وجود الالتهاب أو تحليله للكشف عن البلورات المرتبطة بالإصابة بالنقرس أو النقرس الكاذب . عند الحاجة قد يلجأ الطبيب إلى حقن الفراغ المفصلي وباستخدام الإبرة ذاتها بالستيرويدات القشرية كعلاج مبدئي بعد سحب العينة.

## العلاج
يتم علاج مُعظم حالات التهاب الكيس الزليلي بالعقاقير الدوائية المُضادة للالتهاب كالأسبرين، الأيبوبروفين والستيرويدات القشرية. يعتمد اختيار العلاج على العامل المُسبب لالتهاب الكيس الزليلي ومدى استجابة المريض وتحمّله للعلاج. يُوصى باستئصال الغشاء الزليلي جراحياً في حال عدم استجابة المريض للعلاج أو استمرار الالتهاب.